# Helladotherium duvernoyi
Helladotherium duvernoyi (от греч. Ελλάδα «Греция» и θηρίον «зверь»; буквально «греческий зверь») — вымерший вид жирафовых, обитавших на территории Европы в миоцене. Единственный известный вид рода Helladotherium. Из известных останков лучше всего сохранился скелет самки, реконструированный на основе сравнения с черепом сиватерия гигантского.